# The House of the Dead 4
 (janvier 2025).
Si vous disposez d'ouvrages ou d'articles de référence ou si vous connaissez des sites web de qualité traitant du thème abordé ici, merci de compléter l'article en donnant les références utiles à sa vérifiabilité et en les liant à la section « Notes et références ».
The House of the Dead 4 est un jeu vidéo de type rail shooter développé par Sega Wow.
Il est sorti en 2005 sur borne d'arcade et en 2013 sur PlayStation 3.
L'action de ce rail shooter horrifique se déroule 6 ans après les évènements The House of the Dead 2 et 20 ans avant ceux de The House of the Dead III. Le jeu implémente de nombreuses nouveautés par rapport aux opus précédents.

## Histoire

### Synopsis
En 2003, trois ans après les évènements de The House of the Dead 2, les agents James Taylor et Kate Green font une enquête au 5e sous-sol du secteur européen de l'AMS. James Taylor reste convaincu que les faits s'étant déroulés il y a trois ans n'étaient que des prémices et que rien n'est terminé. Alors que les deux agents s'entretiennent, un tremblement de terre retentit et ils se retrouvent pris au piège des lieux.

### Histoire complète
Quelques jours plus tard, alors que James et Kate attendent l'arrivée d'une équipe de secours, le PDA de James s'éteint, et une meute de morts vivants apparait sur les écrans des caméras de surveillance. Pressentant le danger, James et Kate se sont équipés des armes disponibles pour se protéger du danger, et accueillir les agresseurs comme il se doit. L'histoire les mènera également dans les égouts, dans un silo nucléaire, des rues infestées de morts vivants, pour finalement apprendre que le responsable de cet état de fait est Goldman, par l'intermédiaire d'une vidéo pré-enregistré avant son suicide à la suite de l'échec de son projet. S'ensuit un combat contre le boss final, The World (Type β), s'extirpant de "la boite de Pandore", pour remplacer l'Empereur, projet avorté de Goldman et vaincu dans The House of the Dead 2.

Alors que the World gagne continuellement du pouvoir, James se sacrifie pour le détruire, et sauver l'humanité de la destruction.

Il existe plusieurs fins au jeu, l'une d'entre elles faisant avancer l'histoire en annonçant l'existence de plusieurs « boites de Pandore », et prouvant que le sacrifice de James était vain, et faisant le lien avec The House of the Dead III.
Dans la suite Special, Kate est rejointe par G, disant qu'il faut neutraliser la source de cette situation. Après avoir affronté de nouveau The Justice, les agents de l'AMS retrouvent The Magician, pour la 3e et dernière fois. À la fin du combat, il y a 2 fins possibles : si Kate ne balance pas une grenade sur la boîte que tient The Magician, ce dernier va faire apparaître plusieurs clones de lui-même et on devine qu'il va éliminer Kate et G. Dans le cas contraire, dont la fin est canonique, The Magician meurt, et ce de manière définitive.

## Système de jeu
The House of the Dead 4 se joue avec une arme fictive hybride, entre l'Uzi et le Mac 10, renouvelant le gameplay basé sur l'utilisation de pistolet ou de fusil à pompe. Le joueur recharge l'arme en la secouant, grâce à la présence de capteur de mouvements dans les mitraillettes. Ce principe est aussi utilisé pour s'extirper de corps à corps ou pour ouvrir des portes.
Autre nouveauté du jeu, l'arme dispose d'une gâchette supplémentaire qui permet d'envoyer des grenades, au nombre de trois à chaque début de chapitre, et qu'on peut renouveler en tirant dans des caisses ou en accomplissant des sauvetages.
Par rapport à The House of the Dead III, les différents embranchements sont à nouveau nombreux. L'attribution des bonus et points de vie supplémentaire s'effectue également selon le score obtenu, la précision et le nombre de points.
La plupart des ennemis dispose de trois attaques : coup normal, corps à corps, repousser le joueur. Les deux dernières attaques permettent l'utilisation de la mitraillette pour les repousser et les rendre vulnérables.
La borne d'arcade existe en plusieurs formats, dont un format 16/9.

## The House of the Dead 4 Special
Sorti en 2007, cette nouvelle version du jeu contient une histoire parallèle, juste après The House of the Dead 4. Le jeu se joue dans une attraction à deux joueurs dans une pièce fermée, ou les joueurs s'assoient et s'accrochent, entouré par deux écrans de 100" à l'avant et à l'arrière, permettant une immersion totale. Les sièges tremblent à chaque dommage reçu, pivotent de 180 degrés en fonction de l'action, et les armes sont désormais totalement automatiques.